# ساموئل سی. پومروی
ساموئل کلارک پومروی (به انگلیسی: Samuel Clarke Pomeroy) سناتور سابق عضو حزب جمهوری‌خواه ایالات متحده آمریکا بود. وی در سال ۱۸۶۱ تا ۱۸۷۳ میلادی سناتور ایالت کانزاس در سنای ایالات متحده آمریکا بود.